# Theodor von Wundt (General, 1778)

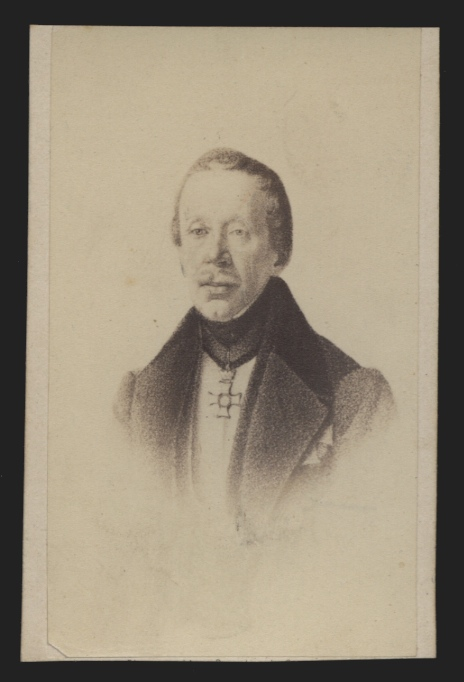
Friedrich Wilhelm Theodor Wundt mit Militärverdienstorden (carte de visite um 1860 einer älteren Porträtzeichnung)

Friedrich Wilhelm Theodor Wundt, seit 1830 von Wundt, (* 17. März 1778 in Heidelberg; † 10. Juni 1850 in Ludwigsburg) war ein württembergischer Generalmajor. 

## Leben

### Herkunft
Theodor Wundt stammte aus einer 1733 aus dem Salzburger Land vertriebenen protestantischen Familie, die sich in Heidelberg niedergelassen hatte. Sein Vater war der Rechnungsregistrator Johann Ludwig Wundt (1717–1795).

### Militärkarriere
Bereits in jungen Jahren trat Wundt in den württembergischen Militärdienst. Er absolvierte die Kriegsschule, wurde Leutnant der Infanterie und Adjutant. Wundt geriet damit in den Strudel der heraufziehenden Koalitionskriege. Er hatte sich in den kommenden Jahren bei insgesamt 23 Schlachten, Belagerungen und Sturmangriffen zu bewähren. Sein erster Feldzug 1799 führte ihn noch nicht über die Grenzen des Herzogtums, aber schon im Jahre 1800 stand er zusammen mit österreichischen Truppen im Winterfeldzug an der Donau. 1806 und 1807 kämpfte er in Schlesien und 1809 in Österreich an der Seite der französischen Armee. Im selben Jahr 1809 hatte er den Rang eines Hauptmanns erreicht. Er erhielt den Militärverdienstorden und das Kreuz der französischen Ehrenlegion. Im Russlandfeldzug 1812 wurde Wundt in der Schlacht um Smolensk verwundet. Am 19. September 1812 wurde er in Moskau zum Major befördert. Er geriet in russische Kriegsgefangenschaft und wurde in Pensa an der asiatischen Grenze interniert. Erst im Juli 1814 wurde Wundt entlassen und konnte sich dann noch an den späteren Feldzügen der Befreiungskriege beteiligen.
1815 wurde er Oberstleutnant und nahm am 6. Juli 1814 am Gefecht bei Straßburg teil. Dafür erhielt er den Russischen Orden der Heiligen Anna II. Klasse. Nach Kriegsende wurde er 1818 Bataillonskommandeur, 1821 Oberst. 1830 erhielt Wundt das Kommenturkreuz des Militärverdienstordens. Mit der Verleihung waren die Erhebung in den persönlichen Adelsstand und eine Pension verbunden. 1833 wurde Wundt von Stuttgart in die Garnison nach Ludwigsburg versetzt und 1835 zum Generalmajor befördert. 1838 wurde er mit dem Ritterkreuz des Friedrichs-Ordens ausgezeichnet.

### Familie
Nach Kriegsende gründete Wundt eine Familie in Stuttgart. Er heiratete Caroline Sophie Wilhelmine Fanne von Hardegg, eine Tochter des württembergischen Obermedizinalrates und Leibarztes Johann Georg David von Hardegg und der Christina Regina Seeger. Das Paar hatte vier Söhne und zwei Töchter:
- Sophia Jacobina Dorothea Maira Phillippine Emilla (* 1822), Vorsteherin einer höheren Töchterschule in Holland
- Marianne Augusta (1829–1844)
- Eugenie (1830–1844)
- Julia Septima Bonafine Albertine (* 1832)
- Georg Ludwig Friedrich Hermann (* 1823) ⚭ 1857 Freiin Elvira von Wallbrunn
- Theodor (1825–1883), württembergischer Kriegsminister ⚭ 1854 Christina Franziska Auguste Huber
- Ludwig Georg (* 1828) ⚭ 1855 Julia Wilhelmine Emilie d’Argent